# Лагер Корал: Младежките години на Спондж Боб
„Лагер Корал: Младежките години на Спондж Боб“ (на английски: Kamp Koral: SpongeBob's Under Years) е американски компютърно анимиран телевизионен сериал, създаден с героите на Стивън Хиленбърг и разработен от Люк Брукшър, Марк Чекарели, Андрю Гудман,  Каз, г-н Лорънс и Винсент Уолър, чиято премиера беше на Paramount+ на 4 март 2021 г. Сериалът е предистория и спин-оф на сериала на Никелодеон „Спондж Боб Квадратни гащи“, с участието на по-младите версии на героите, които са на летен лагер. През август 2021 г. сериалът е подновен за втори сезон с 13 епизода.

## Сюжет
Сериалът проследява 10-годишния Спондж Боб Квадратни гащи, докато той прекарва лятото си в летен лагер, наречен „Лагер Корал“. Лагерът се управлява от г-н Рак, самотен баща, който отглежда дъщеря си Перла. Дейностите на лагера се наблюдават от г-жа Пъф, която работи като скаутмайстор и учител по изкуства и занаяти. Спондж Боб се настанява в каюта с приятелите си Патрик Звездата и Санди Чийкс. Тяхната каюта се управлява от Сепия, песимист, който е малко по-възрастен от останалите (почти тийнейджър) и е младши съветник. Без да знаят лагерниците, местният готвач Планктон управлява тайна лаборатория под лагера, където неговият компютърен асистент Карън му помага да създава сложни изобретения, за да превземе света. Епизодите се фокусират върху Спондж Боб и неговите приятели, които научават повече за къмпинга, изследват нови места и участват в летни дейности.

## Герои
- Том Кени – Спондж Боб Квадратни гащи[4]
- Бил Фейгърбаки – Патрик Звездата[4]
- Роджър Бъмпас – Сепия Пипалата[4]
- Кланси Браун – Господин Рак[4]
- Керълайн Лоурънс – Санди Чийкс[4]
- Господин Лоурънс – Планктон[4]
- Мери Джо Катлет – Госпожа Пъф[4]
- Джил Тали – Карън Планктон[4]
- Лори Алън – Перла Рак[4]
- Карлос Алазраки – Ноби[5]
- Кейт Хигинс – Нарлин[5]

## Пускане
Сериалът е оригинално планиран да се излъчи премиерно по Nickelodeon през юли 2020 г., но на 30 юли 2020 г., е съобщено, че сериалът ще бъде пуснат по CBS All Access, стрийминг услугата на VivacomCBS през 2021 г. По-късно е съобщено, че сериалът ще се излъчи по Nickelodeon по-късно през годината. На 28 април 2021 г., е съобщено, че първите шест епизода ще са пуснати със „Спондж Боб: Гъба беглец“ на 4 март 2021 г. с появата на Paramount+. Сериалът също започна да се излъчва по Paramount+ по Nickelodeon на 2 април 2021 г. На 24 юни 2021 г. е съобщено, че новите епизоди ще са пуснати по Paramount+ на 22 юли 2021 г. През август 2021г. беше обявено че са поръчани нови епизоди на сериала, на СпонджБоб квадратни гащи и на Шоуто на Патрик. Като няма дата за пускане на епизодите.

## Продукция
На 14 февруари 2019 г. е обявено, че безименния спиноф на „Спондж Боб Квадратни гащи“ е в процес на работа в Nickelodeon. На 4 юни 2019 г., е обявено, че компютърно анимираният спиноф на „Спондж Боб Квадратни гащи“ под работното заглавие „Лагер Корал“ е одобрен за поръчка от 13 епизода.
На 19 февруари 2020 г., сериалът е официално озаглавен като „Лагер Корал: Младежките години на Спондж Боб“. Също е обявено, че актьорския състав на едноименния сериал ще се завърнат за спиноф сериала.

## Излъчване в България
| Сезон | Сезон | Сегменти | Епизоди | Епизоди | Първоначално излъчван | Първоначално излъчван |
| Сезон | Сезон | Сегменти | Епизоди | Епизоди | Първо излъчено        | Последно излъчено     |
| ----- | ----- | -------- | ------- | ------- | --------------------- | --------------------- |
|       | 1     | 24       | 13      | 13      | 08 ноември 2021г.     | настояще              |
|       | 2     | TBA      | 13      | 13      | TBA                   | TBA                   |

## В България
В България сериалът е излъчен по Nickelodeon на 8 ноември 2021 г., след това по Nicktoons.
| Роля         | Изпълнител         |
| ------------ | ------------------ |
| Спондж Боб   | Цанко Тасев        |
| Патрик       | Марио Иванов       |
| Санди        | Татяна Етимова     |
| Карън        | Татяна Етимова     |
| Сепия        | Здравко Димитров   |
| Господин Рак | Росен Пенчев       |
| Планктон     | Петър Калчев       |
| Г-жа Пъф     | Надежда Панайотова |
| Перла        | Надежда Панайотова |
| Харви        | Сотир Мелев        |
| Кевин        | Сотир Мелев        |
| Лари         | Явор Караиванов    |
| Разказвач    | Явор Караиванов    |

| Обработка           | студио „Про Филмс“ |
| ------------------- | ------------------ |
| Режисьор на дублажа | Марио Иванов       |
| Преводач            | Найден Маргов      |